# Rio Pequeno do Trancão
O rio Pequeno do Trancão ou apenas rio Pequeno é um rio português no município de Arruda dos Vinhos. No seu percurso passa por Arranhó e desagua na margem esquerda do rio Trancão perto da Bemposta, freguesia de Bucelas.